# 紅海叉鼻魨
紅海叉鼻魨為輻鰭魚綱魨形目四齒魨亞目四齒魨科的其中一種，為熱帶海水魚，分布於紅海海域，體長可達30公分，棲息在珊瑚礁區，生活習性不明。

## 扩展阅读
維基物種上的相關：紅海叉鼻魨